# 錦平折線灰蝶
錦平折線灰蝶（学名：Antigius jinpingi）为灰蝶科折線灰蝶屬下的一个种。

## 描述
本種無雌雄二型性，雌雄外觀相似。屬中型灰蝶。體背褐色，腹面白色。頭具褐色毛，複眼有白色輪緣，光滑；觸角深褐，帶白環；下唇鬚白色，末端深褐，向前伸長變細。胸、腹背面深褐，腹面白。足白色，脛節與跗節具深褐色帶紋；雄蝶前足跗節癒合且末端尖彎，雌蝶不癒合。
前翅長14-15 mm，呈三角形，前緣與外緣弧形，略凸。後翅圓，CuA2脈末端具細長尾突，肛角有橙紅斑。翅正面底色黑褐或褐色，前翅頂或後翅緣有模糊白紋；腹面底色灰白或白色，中央具褐色或黑褐色帶紋，後翅CuA2脈附近條紋分離、偏內，A1室形成V形；中室端具短線紋，基部與亞外緣具黑點；外緣有黑褐色斑列與灰線，後翅CuA1室有黑橙眼狀斑。翅緣毛呈白色或褐白相間。

## 分佈
本種為臺灣特有種，目前僅知分佈於南臺灣霧臺地區，模式產地在屏東縣霧台山區。自2009年發表以來，多數採集紀錄皆於該地發現，實際分布範圍仍待進一步研究。

## 棲地
本種為2009年發表的新物種，一年一世代，成蝶於初夏活動。偏好分布於南部中海拔崩塌地，因環境不易抵達、發生期短且飛行高度高，採集困難，目前紀錄稀少，寄主植物尚未確認。參考其分布日本及大陸的近親巴氏折線灰蝶，可能以該地區的槲樹為食。